# Себастиан Фицек
Себастиан Фицек (на немски: Sebastian Fitzek) е германски журналист, филмов продуцент, сценарист и писател на произведения в жанра психологически трилър, криминален роман, детска литература и документалистика. Писал е и под псевдонима Макс Роде (Max Rhode).

## Биография и творчество
Себастиан Фицек е роден на 13 октомври 1971 г. в Берлин, ГДР, в семейството на Фраймут Фицек, директор на гимназия, и Криста Шнайдер, икономист. Завършва гимназия в района Шарлотенбург. Започва да следва ветеринарна медицина, но напуска след три месеца, след което следва право и но не завършва напълно.
След следването си решава да се откаже от юридическата професия и се насочва към творческо занимание в медиите. Първоначално стажува, а после работи в програмното ръководство на частната берлинска радиостанция радиостанция 104.6 RTL в продължение на 3 години. После преминава към конкуренцията в Berliner Rundfunk като ръководител на развлекателния отдел и по-късно става главен редактор, и програмен директор за различни радиостанции в Германия. После става независим изпълнителен консултант и разработчик на формати за множество медийни компании в Европа.
Първата му книга, документалната „Неизвестният тип употреба“, е издадена през 2000 г. През 2005 г. е съавтор с изследователя етимолог Юрген Удолф на книгата „Книгата на имената на професор Удолф: откъде идват – какво означават“, по която ZDF прави предаването „Германия – вашите имена“ през следващата година.
Заедно с дейността си започва да пише психологически трилъри. Първият му трилър „Терапията“, който му хрумва в чакалнята на ортопедичен хирург, докато чака приятелката си, е издаден през 2006 г. след тринадесет отказа от издатели и три пренаписвания. В историята, известният психиатър Виктор Ларенц, се оттегля на изолиран остров в Северно море, след като дъщеря му Джоузи се разболява от необяснима болест и изчезва безследно от кабинета на своя лекар по време на лечението. Неочаквано е посетен от писателката Анна Глас, която има необичайна форма на шизофрения и пише за странното изчезване в книгата си. Той поема лечението ѝ с надежда да открие истината за дъщеря си. Романът става бестселър №1 и е номиниран за наградата „Фридрих Глаузер“ за криминален дебют.
Следващият му роман „Игра на амок“ е издаден през 2007 г. Възстановявайки се след автомобилна катастрофа, при която губи бременната си съпруга, Марк Лукас се намира в някакъв различен свят – ключът му вече не пасва на вратата, друг работи в офиса му, а в дома си среща мъртвата си съпруга, която не го познава. Той се връща в клиниката за ново лечение, за да открие каква е истината за застигналия го кошмар. Романът е екранизиран през 2018 г. в едноименния телевизионен филм с участието на Андреас Барейс.
Следващият му роман „Детето“ от 2008 г. става първият му роман, който е екранизиран през 2012 г. В историята, успешният адвокат Робърт Стърн защитава десетгодишния Саймън, крехко дете с хронично заболяване, което настоява, че в предишния си живот е било убиец. И наистина адвокатът намира различни местопрестъпления, така както ги описва Саймън, а описанията му започват да стават убийствено опасни.
През 2014 г. е издаден трилърът му „Пасажер 23“. Главният герой, Мартин Шварц, е полицай под прикритие, който трудно преживява мистериозното изчезване на съпругата му и сина му от круизния кораб „Султанът на моретата“, заради което приема безразсъдни рискове и най-опасните полицейски случаи. Но един ден му се обажда възрастна дама, писателка на трилъри, която има някаква информация. Той се качва на борда на кораба, а там среща изчезнало преди седмици момиче носещо мечето на сина му в ръце. През 2018 г. романът е екранизиран в едноименния телевизионен филм с участието на Лукас Грегорович.
През 2015 г. писателят публикува два романа паралелно. Единият от тях, Профилът на Джошуа, е за неуспешния писател на име Макс Роде, който има само една успешна книга – „Кръвното училище“. Другият му роман е книгата „Кръвното училище“, който той пише под псевдонима Макс Род.
За произведенията, които много пъти са бестселъри, получава наградата на читателите, а през 2016 г. получава европейската награда „Рипър“ (Изкормвачът) за криминална литература.
В края на февруари 2018 г. Себастиан Фицек учредява наградата „Виктор“, която да се връчва на автор за нов глас в трилърите и криминалната литература. Първият носител на наградата е австрийската писателка Михаела Кастел за трилъра „Толкова тъмна гора“.
През 2010 г. се жени за Сандра Фицек, с която имат дъщеря и двама сина. Вторият му син се ражда преждевременно през 2013 г., след което той става патрон на асоциацията Das Frühgeburte Kind работеща в областта на образованието на родители имащи преждевременно раждане. Развеждат се през 2019 г. През 2022 г. се жени за Линда Фицек, с която имат син.
Себастиан Фицек живее със семейството си в Берлин.

## Произведения

### Самостоятелни романи
- Die Therapie (2006)[1][2][3]
Терапията, изд.: „Унискорп“, София (2008), прев. Ваня Пенева
- Amokspiel (2007)
Игра на амок, изд.: „Унискорп“, София (2012), прев. Ваня Пенева
- Das Kind (2008)
- Der Seelenbrecher (2008)
- Splitter (2009)
- Abgeschnitten (2012) – с Михаел Цокос
- Der Nachtwandler (2013)
- Noah (2013)
- Passagier 23 (2014)
Пасажер 23, изд.: ИК „Ибис“, София (2022), прев. Ангелина Иробалиева
- Das Joshua-Profil (2015)
- Das Paket (2016)
- AchtNacht (2017)
- Flugangst 7A (2017)
- Der Insasse (2018)
- Das Geschenk (2019)
- Der Heimweg (2020)
- Schreib oder stirb (2022) – с Мики Бейзенхерц
- Mimik (2022)
- Die Einladung (2023)
- Das Kalendermadchen (2024)
- Horror-Date: Kein Thriller (2025)

### Поредица „Колекционерът на очи“ (Der Augensammler)
1. Der Augensammler (2010)[1][2][3]
2. Der Augenjäger (2011)
3. Playlist (2021)

- Letzte Hilfe (2011)

### Детска литература
- Pupsi und Stinki (2017)[2][3]
- Fische, die auf Bäume klettern. Ein Kompass für das große Abenteuer namens Leben (2019)
- Der erste letzte Tag. Kein Thriller (2021)

### Документалистика
- Die unbekannte Nutzungsart (2000)[2][3]
- Die 10 grössten Radio-Geheimnisse (2002) – с Рюдигер Креклау
- Professor Udolphs Buch der Namen: Woher sie kommen – Was sie bedeuten (2005) – с Юрген Удолф

### Като Макс Роуде
- Die Blutschule (2015)[3]

### Екранизации
- 2012 Das Kind
- 2018 Das Joshua-Profil
- 2018 Abgeschnitten
- 2018 Amokspiel – тв филм
- 2018 Passagier 23 – Verschwunden auf hoher See – тв филм